# چو یونگ-چول
چو یونگ-چول (انگلیسی: Cho Yong-chul؛ زادهٔ ۷ مهٔ ۱۹۶۱) جودوکار اهل کره جنوبی بود.